# 北オセチア自治ソビエト社会主義共和国

北オセチア自治ソビエト社会主義共和国
Цæгат Иристоны Автономон Советон Социалистон Республикæ  (オセット語) 
Северо-Осетинская Автономная Советская Социалистическая Республика  (ロシア語)

北オセチア自治ソビエト社会主義共和国の位置

北オセチア自治ソビエト社会主義共和国（きたオセチアじちソビエトしゃかいしゅぎきょうわこく、オセット語: Цæгат Иристоны Автономон Советон Социалистон Республикæ、ロシア語: Северо-Осетинская Автономная Советская Социалистическая Республика）または北オセチアASSRはロシア・ソビエト連邦社会主義共和国の自治共和国。現在の北カフカース連邦管区に位置している。首都はオルジョニキーゼであり、1981年1月には人口が287,000人であった。

## 歴史
山岳自治ソビエト社会主義共和国が解体された後、オセチアはロシアに組み込まれたが自立都市の地位を持っていたとして、1924年に北オセチア自治州を設置した。その後1936年12月5日に北オセチア自治州の格上げによって北オセチアASSRが設立された。初期にはチェチェン・イングーシASSRに接する小さな領域であったが、チェチェン・イングーシASSRはドイツの侵攻に伴い廃止され、1946年以降これらの地域は一度オセチア領に編入された。1957年のスターリンの死以降にチェチェン・イングーシASSRは再度独立したが、一部地域はオセチア側に残されたためチェチェン・イングーシの領域は狭まった。これは現在も両者の間の紛争の種になっている。
一方で、南部グルジア領にあった南オセチア自治州はASSRに昇格することはなかったが、同じくオセット人が居住している
領土面積は8,000km2であり、人口は619,000人であった。都市人口と農村人口はそれぞれ448,000人対171,000人であった。1962年にはレーニン勲章を、1972年には民族友好勲章を、1974年には十月革命賞を受賞している。主要産業は非鉄金属算出、機械製造、金属加工などであった。
1990年にはソ連の共和国になるために北オセチアソビエト社会主義共和国を宣言し、これはソ連にも受け入れられたが、ソビエト連邦の崩壊後、1993年に北オセチアASSRはロシア連邦の共和国になり、その後名を北オセチア共和国に変えて現在も存在している。

## 人口構成
| 民族               | 1959年(人)       | 1970年 (人)      | 1979年 (人)      | 1989年 (人)      | 2002年 (人)      |
| ------------------ | ---------------- | ---------------- | ---------------- | ---------------- | ---------------- |
| オセチア人         | 215,500 (47,8 %) | 269,300 (48,7 %) | 299,000 (50,5 %) | 334,900 (53,0 %) | 445,300 (60,7 %) |
| ロシア人           | 178,700 (39,6 %) | 202,400 (36,6 %) | 200,700 (33,9 %) | 189,200 (29,9 %) | 164,700 (23,2 %) |
| イングーシ人       | 6,100 (1,3 %)    | 18,400 (3,3 %)   | 23,700 (4,0 %)   | 32,800 (5,2 %)   | 25,400 (5,0 %)   |
| アルメニア人       | 12,000 (2,7 %)   | 13,400 (2,4 %)   | 12,900 (2,2 %)   | 13,600 (2,2 %)   | 17,100 (2,4 %)   |
| クムク人           | 3,900            | 6,400 (1,2 %)    | 7,600 (1,3 %)    | 9,500 (1,5 %)    | 12,700 (1,8 %)   |
| グルジア人         | 8,200 (1,8 %)    | 10,300 (1,9 %)   | 11,300 (1,9 %)   | 12,300 (1,9 %)   | 10,800 (1,5 %)   |
| ウクライナ人       | 9,400 (2,1 %)    | 9,300 (1,7 %)    | 10,600 (1,8 %)   | 10,100 (1,6 %)   | 5,200 (0,7 %)    |
| チェチェン人       | …                | …                | …                | 2,600            | 3,400            |
| カバルド人         | …                | …                | …                | 2,800            | 2,900            |
| トルコ人           | …                | …                | …                | …                | 2,800            |
| ヴォルガ・ドイツ人 | …                | …                | 2,500            | 3,100            | …                |
| ギリシャ人         | 2,500            | 3,000            | 3,000            | 3,000            | 7,000            |
| 高麗人             | 2,500            | 2,800            | …                | …                |                  |

## 註
1. ↑  СССР, Административно-териториаляное деление союзных республик, стр. 50: Данните са към 1 януари 1987 г.
2. ↑  СССР Энциклопедический справочник, ред. А. М. Прохоров, стр. 532
3. ↑  Демоскоп Weekly — Приложение. Справочник статистических показателей
4. ↑  Демоскоп Weekly — Приложение. Справочник статистических показателей
5. ↑  Демоскоп Weekly — Приложение. Справочник статистических показателей
6. ↑  Демоскоп Weekly — Приложение. Справочник статистических показателей
7. ↑  Всероссийская перепись населения 2002 года